# أبراهام لينكولن: رئيس الدولة
أبراهام لينكولن: رئيس الدولة هو تمثال برونزي، ويُطق عليه أحياناً لينكولن الجالس. يبلغ طول التمثال 2.7 متر  لإبراهام لينكولن في جرانت بارك في شيكاغو. تم إنشاء هذا اللوحة بواسطة أوغسطس سانت جودنز وأكملها في ورشته عام 1908، وكان الفنان يقصد بها استحضار الشعور بالوحدة وعبء القيادة الذي شعر به لينكولن أثناء رئاسته. تم وضع التمثال على قاعدة بطول 46 متر وعرض 150 متر. صممه المهندس المعماري ستانفورد وايت.
على الرغم من أنها ليست معروفة مثل تمثال لينكولن الواقف لسانت جودنز، إلا أنها توضح سنوات الاهتمام التي أعطاها النحات لتصوير لينكولن في ضوء قاتم للغاية. قبل تركيبه في جرانت بارك في عام 1926، تم عرض التمثال في متحف متروبوليتان للفنون في مدينة نيويورك ،وفي معرض سان فرانسيسكو العالمي في عام 1915.

## تاريخه
ترك الصناعي جون كريرار في وصيته أموالاً لإنشاء وصيانة مكتبة عامة مجانية في شيكاغو تسمى مكتبة جون كريرار . كما أوصى أيضًا بمبلغ 100 ألف دولار لمنفذيه، نورمان ويليامز وهنتنغتون دبليو جاكسون، لإقامة "تمثال ضخم لإبراهام لينكولن" في الموقع الذي يختارونه. توفي كريرار عام 1889، وفي عام 1897 تم تكليف سانت جودنز بنحت التمثال.  في عام 1901، وافق مجلس مدينة شيكاغو على بناء مكتبة جون كريرار في جرانت بارك على موقع يحده شارع ميشيغان، ومسارات السكك الحديدية في إلينوي سنترال، وشارع مونرو، وشارع ماديسون (موقع نافورة كراون اليوم). كما سمح القانون لأمناء الأموال التي ورثها كريرار ببناء تمثال للينكولن ووضعه داخل أراضي المكتبة.
أدى حريق في استوديو سانت جودنز في عام 1904 إلى تدمير جميع رسوماته ونماذجه للنحت، ومع ذلك تمكن سانت جودنز من إكمال أعمال التصميم والبدء في الصب قبل وفاته في عام 1907. عارض آرون مونتجومري خطط البناء في جرانت بارك، وفي عام 1910 فاز بمعركة قضائية لمنع بناء مكتبة كريرار ومتحف فيلد للتاريخ الطبيعي في الحديقة. تم بناء المكتبة بدلاً من ذلك في الزاوية الشمالية الغربية لشارع راندولف وشارع ميشيغان.  دعت الخطط اللاحقة لتطوير جرانت بارك إلى وضع التمثال على أرض مستصلحة بين شارع فان بورين وكونغرس باركواي ، ولكن التأخير في بناء الحديقة أدى إلى تخزين التمثال، أولاً في متحف متروبوليتان للفنون في مدينة نيويورك (من عام 1908 حتى عام 1913) ثم في مبنى في واشنطن بارك.

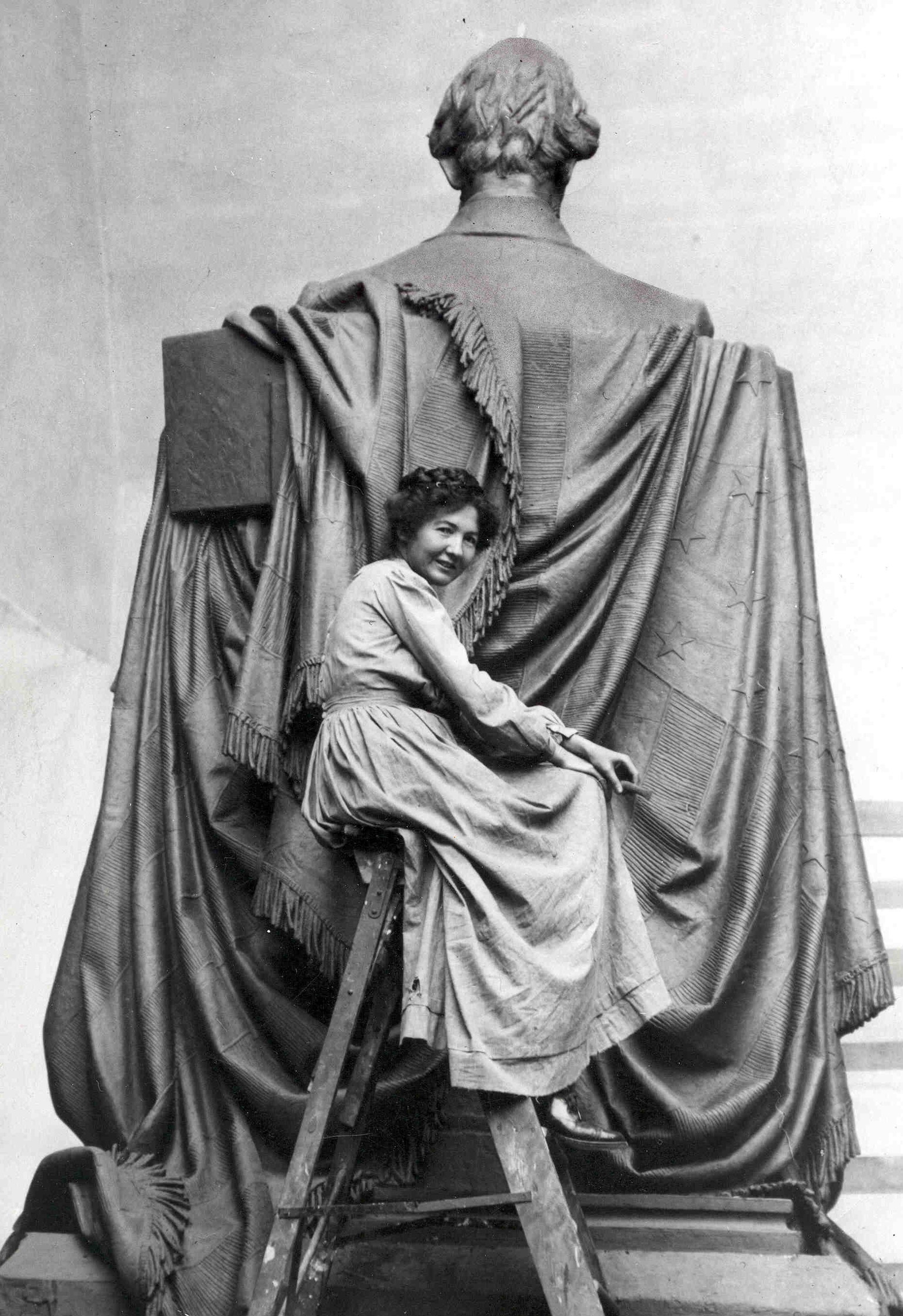

في عام 1924، أُعلن أن مفوضي ساوث بارك قد وافقوا على موقع التمثال، شرق خطوط السكك الحديدية المركزية في إلينوي وشمال شارع فان بورين،  وكُشف النقاب عن التمثال في 31 مايو 1926.

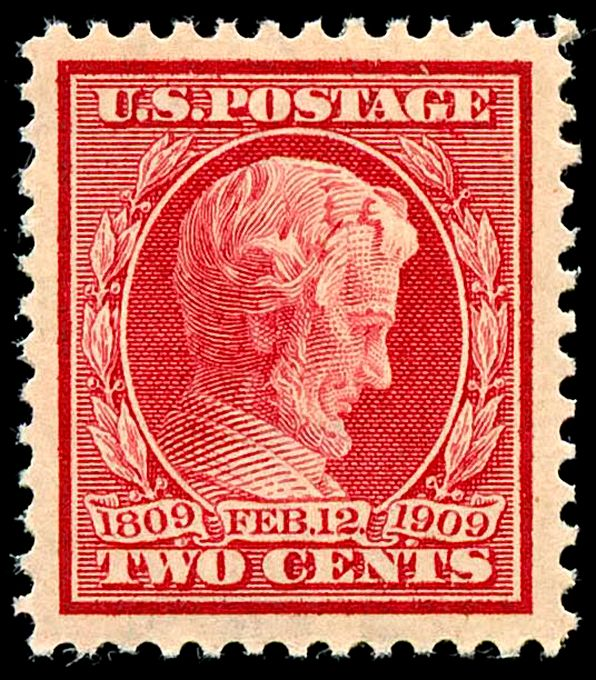
طابع البريد الذي صدر في الذكرى المئوية لميلاد لينكولن عام 1909

تم استخدام رأس التمثال في طابع البريد التذكاري الذي صدر في الذكرى المئوية لميلاد لينكولن في عام 1909.